# Washington Wizards

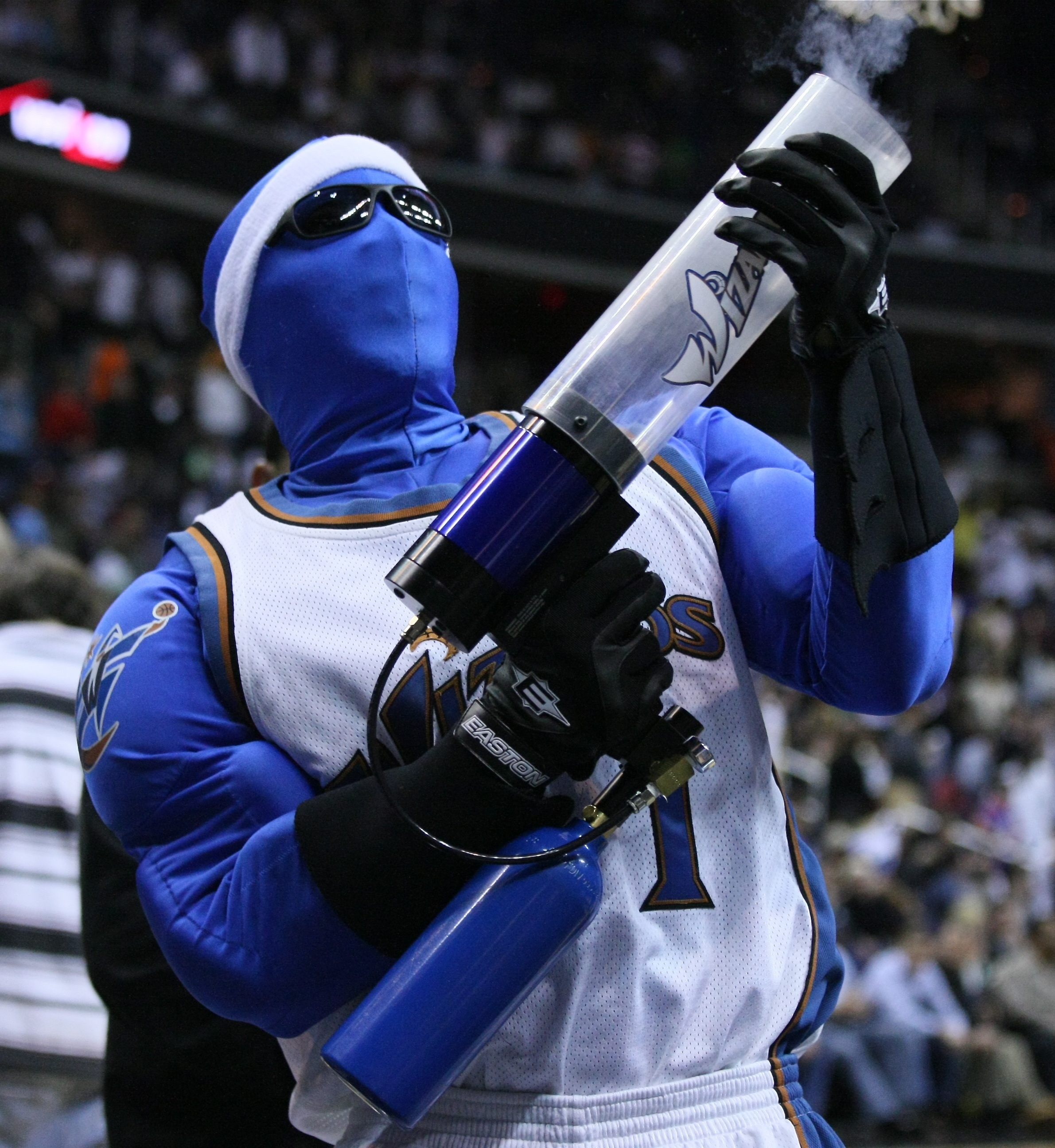
Maskotka Wizards – G-Man

Washington Wizards – amerykański klub koszykarski, mający swoją siedzibę w Waszyngtonie. Występują w Dywizji Południowo-Wschodniej, Konferencji Wschodniej w National Basketball Association (NBA). Domowe spotkania Wizards rozgrywają w hali Capital One Arena, którą dzielą z Washington Capitals z ligi NHL, Georgetown Hoyas NCAA i drużyną Washington Mystics występującą w WNBA.
W 1978 roku zespół zdobył, jedyne w swojej historii mistrzostwo NBA, pokonując w finale 4-3 Seattle SuperSonics z Dennisem Johnsonem i Paulem Silasem w składzie. W drużynie, prowadzonej przez Dicka Mottę grali m.in. jeszcze Elvin Hayes, Wes Unseld, Mitch Kupchak, Kevin Grevey, Tom Henderson czy Bob Dandridge. W Wizards w 2003 zakończył karierę Michael Jordan.
Washington Wizards są jednokrotnymi mistrzami NBA. Drużyna po przenosinach, w 1973 roku, z Baltimore do Waszyngtonu, co roku wchodzili do play-off, nigdy nie zakończyli sezonu na Wschodzie poniżej 4. miejsca. Bobby Dandridge przybył do zespołu z Waszyngtonu w 1977, przyczynił się znacząco do tytułu mistrzowskiego Bullets w sezonie 1977/1978.

## Zawodnicy

### Kadra w sezonie 2023/24
Stan na 14 marca 2024
| Nr | Poz. | Nar.              | Nazwisko i imię    | Data urodzenia | Wzrost | Masa ciała |
| -- | ---- | ----------------- | ------------------ | -------------- | ------ | ---------- |
| 8  | F    | Izrael            | Avdija, Deni       | 2001-01-03     | 206 cm | 95 kg      |
| 35 | C/F  | Stany Zjednoczone | Bagley, Marvin     | 1999-03-14     | 208 cm | 107 kg     |
| 7  | F    | Stany Zjednoczone | Baldwin, Patrick   | 2002-11-18     | 206 cm | 98 kg      |
| 14 | G    | Stany Zjednoczone | Bernard, Jules     | 2000-01-21     | 201 cm | 95 kg      |
| 4  | G    | Stany Zjednoczone | Butler, Jared      | 2000-08-25     | 191 cm | 88 kg      |
| 9  | G/F  | Stany Zjednoczone | Champagnie, Justin | 2001-06-29     | 198 cm | 93 kg      |
| 0  | F    | Francja           | Coulibaly, Bilal   | 2004-07-26     | 198 cm | 88 kg      |
| 1  | G/F  | Stany Zjednoczone | Davis, Johnny      | 2002-02-27     | 193 cm | 88 kg      |
| 16 | F    | Stany Zjednoczone | Gill, Anthony      | 1992-10-17     | 203 cm | 104 kg     |
| 22 | C/F  | Stany Zjednoczone | Holmes, Richaun    | 1993-10-15     | 206 cm | 107 kg     |
| 5  | G    | Stany Zjednoczone | Jones, Tyus        | 1996-05-10     | 188 cm | 89 kg      |
| 24 | F    | Stany Zjednoczone | Kispert, Corey     | 1999-03-03     | 198 cm | 102 kg     |
| 33 | F    | Stany Zjednoczone | Kuzma, Kyle        | 1995-07-24     | 206 cm | 100 kg     |
| 12 | F    | Stany Zjednoczone | Livers, Isaiah     | 1998-07-28     | 198 cm | 105 kg     |
| 97 | F    | Nigeria           | Omoruyi, Eugene    | 1997-02-14     | 198 cm | 107 kg     |
| 13 | G    | Stany Zjednoczone | Poole, Jordan      | 1999-06-19     | 193 cm | 88 kg      |
| 20 | G    | Stany Zjednoczone | Shamet, Landry     | 1997-03-13     | 193 cm | 86 kg      |
| –  | C/F  | Serbia            | Vukčević, Tristan  | 2003-03-11     | 213 cm | 104 kg     |

Trener:  Brian Keefe
 Asystenci: Joseph Blair • Zach Guthrie • Mike Miller • James Posey • David Vanterpool • Sammy Gelfand

### Międzynarodowe prawa
| Draft | Runda | Wybór | Zawodnik    | Poz. | Nar.              | Aktualny zespół        | Adnotacje | Przyp. |
| ----- | ----- | ----- | ----------- | ---- | ----------------- | ---------------------- | --------- | ------ |
| 2015  | 2     | 49    | Aaron White | PF   | Stany Zjednoczone | Žalgiris Kowno (Litwa) |           | [ 3 ]  |

## Zastrzeżone numery
| Washington Wizards zastrzeżone numery |                 |         |           |
| Nr                                    | Imię i nazwisko | Pozycja | Lata gry  |
| 10                                    | Earl Monroe     | PG      | 1967–1980 |
| 11                                    | Elvin Hayes     | C       | 1972–1981 |
| 25                                    | Gus Johnson     | PF      | 1963–1972 |
| 41                                    | Wes Unseld      | C       | 1968–1988 |

### Włączeni do Basketball Hall of Fame
- 41 Wes Unseld
- 11 Elvin Hayes
- 21 Dave Bing
- 10 Earl Monroe
- 8 Walt Bellamy
- 15 Bailey Howell
- 4 Moses Malone
- 23 Michael Jordan
- 25 Gus Johnson
- 50 Ralph Sampson
- 30 Bernard King

## Statystyki

### Statystyczni liderzy NBA
Liderzy w zbiórkach
- Elvin Hayes – 1974
- Wes Unseld – 1975

Liderzy w asystach
- Kevin Porter – 1975, 1981

Liderzy w blokach
- Manute Bol – 1986

Liderzy w skuteczności rzutów z gry
- Walt Bellamy – 1962
- Wes Unseld – 1976
- Gheorghe Mureșan – 1996–1997

Liderzy w skuteczności rzutów wolnych
- Jack Marin – 1972

Liderzy w skuteczności rzutów za 3 punkty
- Tim Legler – 1996

### Statystyczni liderzy wszech czasów klubu
Sezon regularny
(Stan na 16 lutego 2017, a na podstawie)
pogrubienie – oznacza nadal aktywnego zawodnika
kursywa – oznacza nadal aktywnego zawodnika, występującego w innym klubie
| Kategoria                      | Zawodnik         | Statystyki |
| ------------------------------ | ---------------- | ---------- |
| Gry                            | Wes Unseld       | 984        |
| Minuty                         | Wes Unseld       | 35832      |
| Punkty                         | Elvin Hayes      | 15551      |
| Zbiórki                        | Wes Unseld       | 13769      |
| Asysty                         | John Wall        | 4330       |
| Przechwyty                     | John Wall        | 824        |
| Bloki                          | Elvin Hayes      | 1558       |
| Straty                         | John Wall        | 1810       |
| Faule                          | Wes Unseld       | 2762       |
| Celne rzuty z gry              | Elvin Hayes      | 6251       |
| Oddane rzuty z gry             | Elvin Hayes      | 13658      |
| Skuteczność rzutów z gry       | Gheorghe Mureșan | 57,9       |
| Celne rzuty za 3 punkty        | Bradley Beal     | 889        |
| Oddane rzuty za 3 punkty       | Gilbert Arenas   | 2430       |
| Skuteczność rzutów za 3 punkty | Mike Miller      | 47,9       |
| Celne rzuty wolne              | Elvin Hayes      | 3046       |
| Oddane rzuty wolne             | Elvin Hayes      | 4499       |
| Skuteczność rzutów wolnych     | Chris Whitney    | 87,9       |
| Średnia punktów                | Walt Bellamy     | 27,6       |
| Średnia zbiórek                | Walt Bellamy     | 16,6       |
| Średnia asyst                  | John Wall        | 9.1        |
| Średnia przechwytów            | Tom Gugliotta    | 2          |
| Średnia bloków                 | Manute Bol       | 3,8        |

## Nagrody i wyróżnienia

### Sezon
MVP Sezonu
- Wes Unseld – 1969

MVP Finałów
- Wes Unseld – 1978

Debiutant Roku
- Walt Bellamy – 1962
- Terry Dischinger – 1963
- Earl Monroe – 1968
- Wes Unseld – 1969

Największy Postęp
- Pervis Ellison – 1992
- Don MacLean – 1994
- Gheorghe Mureșan – 1996

J. Walter Kennedy Citizenship Award
- Wes Unseld – 1975
- Dave Bing – 1977

Trener Roku
- Gene Shue – 1969, 1982

Menedżer Roku
- Bob Ferry – 1979, 1982

All-NBA First Team
- Earl Monroe – 1969
- Wes Unseld – 1969
- Elvin Hayes – 1975, 1977, 1979

All-NBA Second Team
- Gus Johnson – 1965, 1966, 1970, 1971
- Archie Clark – 1972
- Elvin Hayes – 1973, 1974, 1976
- Phil Chenier – 1975
- Bob Dandridge – 1979
- Moses Malone – 1987
- Rod Strickland – 1998
- Gilbert Arenas – 2007

All-NBA Third Team
- Bernard King – 1991
- Juwan Howard – 1996
- Gilbert Arenas – 2005, 2006
- John Wall – 2017
- Bradley Beal – 2021

NBA All-Defensive First Team
- Gus Johnson – 1970, 1971
- Bob Dandridge – 1979
- Larry Hughes – 2005

NBA All-Defensive Second Team
- Mike Riordan – 1973
- Elvin Hayes – 1975
- Manute Bol – 1986
- John Wall – 2015

NBA All-Rookie First Team
- Terry Dischinger – 1963
- Rod Thorn – 1964
- Gus Johnson – 1964
- Wali Jones – 1965
- Jack Marin – 1967
- Earl Monroe – 1968
- Wes Unseld – 1969
- Mike Davis – 1970
- Phil Chenier – 1972
- Nick Weatherspoon – 1974
- Mitch Kupchak – 1977
- Jeff Ruland – 1982
- Jeff Malone – 1984
- Tom Gugliotta – 1993
- John Wall – 2011
- Bradley Beal – 2013

NBA All-Rookie Second Team
- Larry Stewart – 1992
- Juwan Howard – 1995
- Rasheed Wallace – 1996
- Courtney Alexander – 2001
- Jarvis Hayes – 2004
- Rui Hachimura – 2020

### NBA All-Star Weekend
MVP All-Star Game
- Dave Bing – 1976

MVP Rookie Challenge
- John Wall – 2011

Trenerzy składów All-Stars
- Gene Shue – 1969
- K.C. Jones – 1975

Zwycięzcy konkursu rzutów za 3 punkty
- Tim Legler – 1996

Zwycięzcy konkursu wsadów
- John Wall – 2014

Uczestnicy NBA All-Star Game
- Walt Bellamy – 1962–1965
- Terry Dischinger – 1963, 1964
- Gus Johnson – 1965, 1968–1971
- Don Ohl – 1965–1967
- Bailey Howell – 1966
- Earl Monroe – 1969, 1971
- Wes Unseld – 1969, 1971–1973, 1975
- Archie Clark – 1972
- Jack Marin – 1972
- Elvin Hayes – 1973–1980
- Phil Chenier – 1974, 1975, 1977
- Dave Bing – 1976
- Bob Dandridge – 1979
- Jeff Ruland – 1984, 1985
- Jeff Malone – 1986, 1987
- Moses Malone – 1987, 1988
- Bernard King – 1991
- Michael Adams – 1992
- Juwan Howard – 1996
- Chris Webber – 1997
- Michael Jordan – 2002, 2003
- Gilbert Arenas – 2005–2007
- Antawn Jamison – 2005, 2008
- Caron Butler – 2007, 2008
- John Wall – 2014–2018
- Bradley Beal – 2018, 2019, 2021

Uczestnicy Rookie Challenge
- Calbert Cheaney – 1994
- Juwan Howard – 1995
- Anthony Tucker – 1995
- Rasheed Wallace – 1996
- Richard Hamilton – 2001
- Brendan Haywood – 2002
- Jarvis Hayes – 2004
- John Wall – 2011, 2012
- Bradley Beal – 2013, 2014
- Rui Hachimura – 2020, 2021
- Moritz Wagner – 2020
- Deni Avdija – 2021
- Bilal Coulibaly – 2024

## Sukcesy
| Tytuł              | Liczba | Rok |
| ------------------ | ------ | --- |
| Mistrz NBA         | 1      | 1978 |
| Mistrz Konferencji | 4      | 1971, 1975, 1978, 1979 |
| Mistrz dywizji     | 7      | 1971, 1972, 1973, 1974, 1975, 1979, 2017 |
| Występy w play-off | 30     | 1965, 1966, 1969, 1970, 1971, 1972, 1973, 1974, 1975, 1976, 1977, 1978, 1979, 1980, 1982, 1984, 1985, 1986, 1987, 1988, 1997, 2005, 2006, 2007, 2008, 2014, 2015, 2017, 2018, 2021 |
| Występy w play-in  | 1      | 2021 |

## Poszczególne sezony
Na podstawie:. Stan na koniec sezonu 2024/25
| Sezon              | Liga | Konferencja | Poz. w konf. | Dywizja   | Poz. w dyw. | Sezon regularny | Sezon regularny | Playoffs |
| Sezon              | Liga | Konferencja | Poz. w konf. | Dywizja   | Poz. w dyw. | Wyg.            | Por.            | Playoffs |
| ------------------ | ---- | ----------- | ------------ | --------- | ----------- | --------------- | --------------- | --- |
| Chicago Packers    |      |             |              |           |             |                 |                 | |
| 1961/62            | NBA  | Zachodnia   | 5            | –         | –           | 18              | 62              | |
| Chicago Zephyrs    |      |             |              |           |             |                 |                 | |
| 1962/63            | NBA  | Zachodnia   | 5            | –         | –           | 25              | 55              | |
| Baltimore Bullets  |      |             |              |           |             |                 |                 | |
| 1963/64            | NBA  | Zachodnia   | 4            | –         | –           | 31              | 49              | |
| 1964/65            | NBA  | Zachodnia   | 3            | –         | –           | 37              | 43              | Wygrana w półfinale Konf. z Saint Louis Hawks (3-1) Porażka w finale Konf. z Los Angeles Lakers (2-4)                                                                                                 |
| 1965/66            | NBA  | Zachodnia   | 2            | –         | –           | 38              | 42              | Porażka w półfinale Konf. z Saint Louis Hawks (0-3) |
| 1966/67            | NBA  | Wschodnia   | 5            | –         | –           | 20              | 61              | |
| 1967/68            | NBA  | Wschodnia   | 6            | –         | –           | 36              | 46              | |
| 1968/69            | NBA  | Wschodnia   | 1            | –         | –           | 57              | 25              | Porażka w półfinale Konf. z New York Knicks (0-4) |
| 1969/70            | NBA  | Wschodnia   | 3            | –         | –           | 50              | 32              | Porażka w półfinale Konf. z New York Knicks (3-4) |
| 1970/71            | NBA  | Wschodnia   | 2            | Central   | 1           | 42              | 40              | Wygrana w półfinale Konf. z Philadelphia 76ers (4-3) Wygrana w finale Konf. z New York Knicks (4-3) Porażka w finale NBA z Milwaukee Bucks (0-4)                                                      |
| 1971/72            | NBA  | Wschodnia   | 2            | Central   | 1           | 38              | 44              | Porażka w półfinale Konf. z New York Knicks (2-4) |
| 1972/73            | NBA  | Wschodnia   | 2            | Central   | 1           | 52              | 30              | Porażka w półfinale Konf. z New York Knicks (1-4) |
| Capital Bullets    |      |             |              |           |             |                 |                 | |
| 1973/74            | NBA  | Wschodnia   | 2            | Central   | 1           | 47              | 35              | Porażka w półfinale Konf. z New York Knicks (3-4) |
| Washington Bullets |      |             |              |           |             |                 |                 | |
| 1974/75            | NBA  | Wschodnia   | 2            | Central   | 1           | 60              | 22              | Wygrana w półfinale Konf. z Buffalo Braves (4-3) Wygrana w finale Konf. z Boston Celtics (4-2) Porażka w finale NBA z Golden State Warriors (0-4)                                                     |
| 1975/76            | NBA  | Wschodnia   | 3            | Central   | 2           | 48              | 34              | Porażka w półfinale Konf. z Cleveland Cavaliers (3-4) |
| 1976/77            | NBA  | Wschodnia   | 3            | Central   | 2           | 48              | 34              | Wygrana w 1. rundzie z Cleveland Cavaliers (2-1) Porażka w półfinale Konf. z Houston Rockets (2-4) |
| 1977/78            | NBA  | Wschodnia   | 3            | Central   | 2           | 44              | 38              | Wygrana w 1. rundzie z Atlanta Hawks (2-0) Wygrana w półfinale. Konf. z San Antonio Spurs (4-2) Wygrana w finale Konf. z Philadelphia 76ers (4-2) Zwycięstwo w finale NBA z Seattle SuperSonics (4-3) |
| 1978/79            | NBA  | Wschodnia   | 1            | Atlantic  | 1           | 54              | 28              | Wygrana w półfinale Konf. z Atlanta Hawks (4-3) Wygrana w finale Konf. z San Antonio Spurs (4-3) Porażka w finale NBA z Seattle SuperSonics (1-4)                                                     |
| 1979/80            | NBA  | Wschodnia   | 6            | Atlantic  | 3           | 39              | 43              | Porażka w 1. rundzie z Philadelphia 76ers (0-2) |
| 1980/81            | NBA  | Wschodnia   | 7            | Atlantic  | 4           | 39              | 43              | |
| 1981/82            | NBA  | Wschodnia   | 5            | Atlantic  | 4           | 43              | 39              | Wygrana w 1. rundzie z New Jersey Nets (2-0) Porażka w półfinale Konf. z Boston Celtics (1-4) |
| 1982/83            | NBA  | Wschodnia   | 7            | Atlantic  | 5           | 42              | 40              | |
| 1983/84            | NBA  | Wschodnia   | 8            | Atlantic  | 5           | 35              | 47              | Porażka w 1. rundzie z Boston Celtics (1-3) |
| 1984/85            | NBA  | Wschodnia   | 6            | Atlantic  | 4           | 40              | 42              | Porażka w 1. rundzie z Philadelphia 76ers (1-3) |
| 1985/86            | NBA  | Wschodnia   | 6            | Atlantic  | 4           | 39              | 43              | Porażka w 1. rundzie z Philadelphia 76ers (2-3) |
| 1986/87            | NBA  | Wschodnia   | 6            | Atlantic  | 3           | 42              | 40              | Porażka w 1. rundzie z Detroit Pistons (0-3) |
| 1987/88            | NBA  | Wschodnia   | 7            | Atlantic  | 2           | 38              | 44              | Porażka w 1. rundzie z Detroit Pistons (2-3) |
| 1988/89            | NBA  | Wschodnia   | 9            | Atlantic  | 4           | 40              | 42              | |
| 1989/90            | NBA  | Wschodnia   | 10           | Atlantic  | 4           | 31              | 51              | |
| 1990/91            | NBA  | Wschodnia   | 10           | Atlantic  | 4           | 30              | 52              | |
| 1991/92            | NBA  | Wschodnia   | 13           | Atlantic  | 6           | 25              | 57              | |
| 1992/93            | NBA  | Wschodnia   | 14           | Atlantic  | 7           | 22              | 60              | |
| 1993/94            | NBA  | Wschodnia   | 12           | Atlantic  | 7           | 24              | 58              | |
| 1994/95            | NBA  | Wschodnia   | 14           | Atlantic  | 7           | 21              | 61              | |
| 1995/96            | NBA  | Wschodnia   | 10           | Atlantic  | 4           | 39              | 43              | |
| 1996/97            | NBA  | Wschodnia   | 8            | Atlantic  | 4           | 44              | 38              | Porażka w 1. rundzie z Chicago Bulls (0-3) |
| Washington Wizards |      |             |              |           |             |                 |                 | |
| 1997/98            | NBA  | Wschodnia   | 9            | Atlantic  | 4           | 42              | 40              | |
| 1998/99            | NBA  | Wschodnia   | 13           | Atlantic  | 6           | 18              | 32              | |
| 1999/00            | NBA  | Wschodnia   | 13           | Atlantic  | 7           | 29              | 53              | |
| 2000/01            | NBA  | Wschodnia   | 14           | Atlantic  | 7           | 19              | 63              | |
| 2001/02            | NBA  | Wschodnia   | 10           | Atlantic  | 5           | 37              | 45              | |
| 2002/03            | NBA  | Wschodnia   | 10           | Atlantic  | 6           | 37              | 45              | |
| 2003/04            | NBA  | Wschodnia   | 13           | Atlantic  | 6           | 25              | 57              | |
| 2004/05            | NBA  | Wschodnia   | 5            | Southeast | 2           | 45              | 37              | Wygrana w 1. rundzie z Chicago Bulls (4-2) Porażka w półfinale Konf. z Miami Heat (0-4) |
| 2005/06            | NBA  | Wschodnia   | 5            | Southeast | 2           | 42              | 40              | Porażka w 1. rundzie z Cleveland Cavaliers (2-4) |
| 2006/07            | NBA  | Wschodnia   | 7            | Southeast | 2           | 41              | 41              | Porażka w 1. rundzie z Cleveland Cavaliers (0-4) |
| 2007/08            | NBA  | Wschodnia   | 5            | Southeast | 2           | 43              | 39              | Porażka w 1. rundzie z Cleveland Cavaliers (2-4) |
| 2008/09            | NBA  | Wschodnia   | 15           | Southeast | 5           | 19              | 63              | |
| 2009/10            | NBA  | Wschodnia   | 14           | Southeast | 5           | 26              | 56              | |
| 2010/11            | NBA  | Wschodnia   | 13           | Southeast | 5           | 23              | 59              | |
| 2011/12            | NBA  | Wschodnia   | 14           | Southeast | 4           | 20              | 46              | |
| 2012/13            | NBA  | Wschodnia   | 12           | Southeast | 3           | 29              | 53              | |
| 2013/14            | NBA  | Wschodnia   | 5            | Southeast | 2           | 44              | 38              | Wygrana w 1. rundzie z Chicago Bulls (4-1) Porażka w półfinale Konf. z Indiana Pacers (2-4) |
| 2014/15            | NBA  | Wschodnia   | 5            | Southeast | 2           | 46              | 36              | Wygrana w 1. rundzie z Toronto Raptors (4-0) Porażka w półfinale Konf. z Atlanta Hawks (2-4) |
| 2015/16            | NBA  | Wschodnia   | 10           | Southeast | 4           | 41              | 41              | |
| 2016/17            | NBA  | Wschodnia   | 4            | Southeast | 1           | 49              | 33              | Wygrana w 1. rundzie z Atlanta Hawks (4-2) Porażka w półfinale Konf. z Boston Celtics (3-4) |
| 2017/18            | NBA  | Wschodnia   | 8            | Southeast | 2           | 43              | 39              | Porażka w 1. rundzie z Toronto Raptors (2-4) |
| 2018/19            | NBA  | Wschodnia   | 11           | Southeast | 4           | 32              | 50              | |
| 2019/20            | NBA  | Wschodnia   | 10           | Southeast | 4           | 25              | 47              | |
| 2020/21            | NBA  | Wschodnia   | 8 / 8        | Southeast | 3           | 34              | 38              | Play in Porażka w meczu 7-8 o 7 w playoff z Boston Celtics Wygrana w meczu o 8 playoff z Indiana Pacers Play-off Porażka w 1. rundzie z Philadelphia 76ers (1-4)                                      |
| 2021/22            | NBA  | Wschodnia   | 12           | Southeast | 4           | 35              | 47              | |
| 2022/23            | NBA  | Wschodnia   | 12           | Southeast | 3           | 35              | 47              | |
| 2023/243           | NBA  | Wschodnia   | 14           | Southeast | 5           | 15              | 67              | |
| 2024/25            | NBA  | Wschodnia   | 15           | Southeast | 5           | 18              | 64              | |